# ناجیه غلامی
ناجیه غلامی یکی از مجریان و خبرنگار افغانستانی بخش خبری بی‌بی‌سی فارسی است.

## زندگی‌نامه
وی در ۳۱ دسامبر ۱۹۸۱  (۱۰ دی ۱۳۶۰) در افغانستان متولد شد و به همراه والدینش در سن سه سالگی به شهر مشهد مهاجرت کرد. وی نخستین بار در سال ۲۰۰۱ حرفهٔ خبرنگاری را به‌عنوان گزارشگر بی‌بی‌سی در شهر مشهد شروع کرد. سپس به بریتانیا مهاجرت نمود و از زمان شروع به کار بخش فارسی بی‌بی‌سی در ۱۴ ژانویه ۲۰۰۹ به مجری‌گری در بخش‌های خبری پرداخت.

## زندگی حرفه‌ای
او نخستین خبرنگار فارسی زبان بود که توانست از دولت ایران مجوز رسمی خبرنگاری برای بی‌بی‌سی دریافت کند. وی که دانشجوی کارشناسی رشته «سیاست، فلسفه و تاریخ» در دانشگاه بیرکبک، لندن است، غیر از گویندگی و اجرای خبر در بخش فارسی تلویزیون بی‌بی‌سی، گزارش‌ها و برنامه‌هایی نیز برای سرویس جهانی بی‌بی‌سی و به زبان انگلیسی تهیه کرده‌است که از آن جمله می‌توان به «افغانستان آنلاین» در سال ۲۰۱۱ و «رای-اولی‌های افغان» در سال ۲۰۱۴ اشاره کرد. «افغانستان آنلاین» که گزارش تحلیلی حدوداً ۱۲ دقیقه‌ای است، به بررسی و تحلیلِ موانع و محدودیت‌های اعتقادی، زیربنایی و ساختاریِ گسترش اینترنت در جامعه سنتی افغانستان، قبل و بعد از سلطه طالبان می‌پردازد.
وی همچنین به همراه دکتر داوود یار (سفیر جمهوری اسلامی افغانستان در بریتانیا) در رویداد "جوایز شیرزنانِ گمنام ۲۰۱۴" که به کوشش "شبکه متخصصین افغان" در تاریخ ۸ مارس ۲۰۱۴ در هتل کنزینگتون لندن برگزار شد، سخنرانی نمود. "جوایز شیرزنانِ گمنام" به تجلیل و قدردانی از زنانی معمولی می‌پردازد که کارهای بسیار قابل توجهی انجام داده و می‌دهند، اما با این وجود، هنوز ناشناس هستند.